# Ганьсу

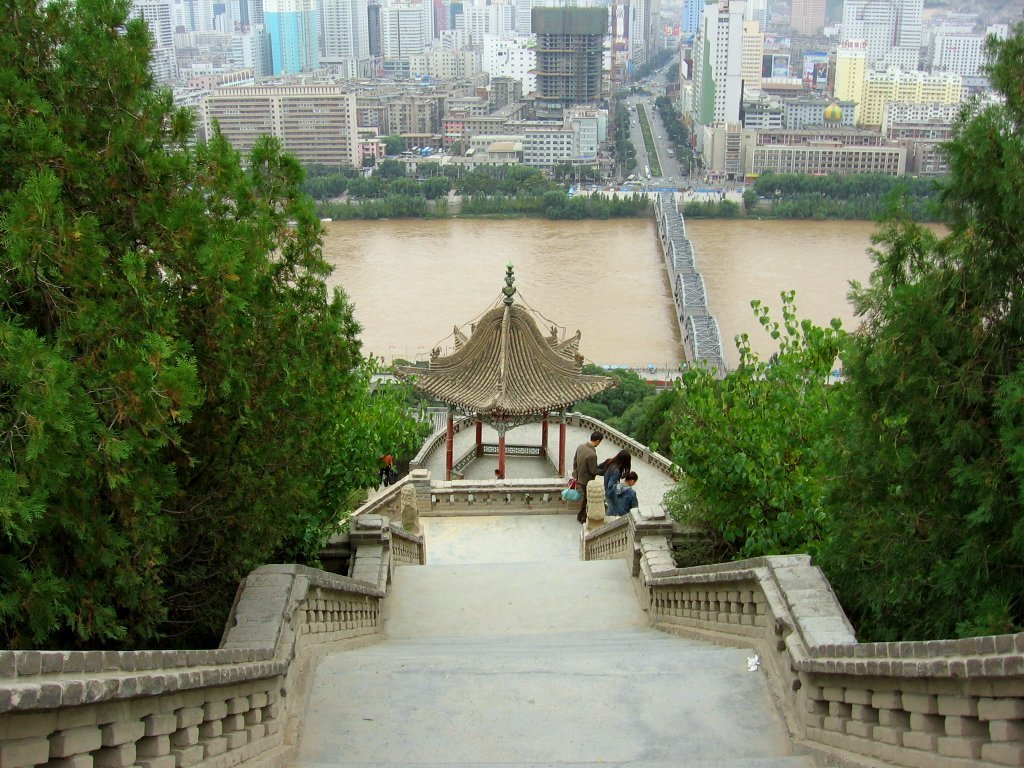
Река Хуанхэ в Ланьчжоу

Ганьсу́ (кит. упр. 甘肃, пиньинь Gānsù, буквально: «Ганьчжоу и Сучжоу») — провинция на севере центральной части Китая. Административный центр и крупнейший город — Ланьчжоу. Согласно переписи 2020 года, в Ганьсу проживало 25,019 млн человек.

## География
Ганьсу располагается между Тибетским нагорьем (Амдо, ныне провинция Цинхай), Монголией, Внутренней Монголией, населёнными монголами районами Синьцзян-Уйгурского автономного района и провинцией Сычуань. Через провинцию протекает река Хуанхэ. Большую часть территории занимают степи, переходящие на востоке в пустыню Алашань (часть Гоби). Общая площадь степи составляет 16,64 млн гектаров, площадь лесов — 4,26 млн гектаров. На юго-западной границе провинции вздымаются горы Циляньшань (до 5 км высотой). Среди животных традиционны дзерен и китайская кошка.
Ганьсуйский коридор, который представляет собой древний оазис, образованный цепочкой речных долин и тянущийся на протяжении около 1000 км на северо-запад от центрального Ганьсу, имел важнейшее значение на протяжении многих веков, так как связывал восточные регионы, в которых живёт подавляющая часть населения Китая, с Синьцзяном (Восточным Туркестаном). Через него проходил Великий шёлковый путь.
Ганьсу — один из самых сейсмоопасных регионов Китая. 16 декабря 1920 года здесь произошло крупное землетрясение, в результате которого погибло до 200 тыс. человек. В 2010 году в Ганьсу произошёл оползень, вызвавший человеческие жертвы.

### Экология
Власти провинции прикладывают усилия для восстановления экологии в горах Циляньшань. Ведётся защита пастбищ, водно-болотных угодий и ледников, защита почвы от эрозии, а также восстановление лесов.

## История
В эпоху неолита здесь формируется культура Мацзяяо.
В эпоху Бронзы (II тыс. до н. э.) на территории Ганьсу жили племена, артефакты которых сходны с образцами карасукской и андроновской культур. Их потомки были известны китайским летописцам как ди. Эти ди дожили до Средневековья и участвовали в создании Поздней Лян.
Древним населением Ганьсу также считаются (возможно, родственные ди) кочевники усуни, а также юэчжи (известные на Западе как тохары), которых еще во II веке до н. э. изгнали в Среднюю Азию гунны. В 446 году территория современной провинции Ганьсу попадает под власть табгачей, которые начинают насаждать буддизм на подчиненных им землях. Табгачей быстро на короткое время сменяют жужани, под властью которых в Ганьсу формируется ядро древних тюрок Ашина, которые становятся фактом истории к середине VI века. В IX веке сюда из Монголии мигрировали уйгуры, которые создали здесь своё государство. В XI веке гегемония уйгуров была свергнута тангутами, учредившими государство Си Ся. В 1227 году территория провинции вошла в состав Монгольской империи Чингисхана, позже преобразованной в империю Юань. В 1275 году в провинции побывал путешественник Марко Поло, посетив город Дуньхуан. 
Ганьсу была выделена из Шэньси в отдельную провинцию только во времена империи Цин, в 1660-х годах.
В XIX веке провинцию охватило Дунганское восстание. Восстание было подавлено, но часть лидеров повстанцев была инкорпорирована в маньчжурскую, а затем и китайскую элиту как Клика Ма, став опорой гоминьдана.
В 1928 году от Ганьсу были выделены области, образовавшие провинции Цинхай и Нинся. После образования КНР провинция Нинся была в 1954 году вновь присоединена к провинции Ганьсу. Затем часть земель бывшей провинции Нинся была передана новообразованному Автономному району Внутренняя Монголия, а в 1958 году из провинции Ганьсу был выделен Нинся-Хуэйский автономный район.

## Население
Несмотря на преобладание китайского населения, Ганьсу — это многонациональная провинция, где существует два автономных округа для меньшинств хуэйцзу или дунган (Линься-Хуэйский автономный округ) и тибетцев (Ганьнань-Тибетский автономный округ). Также здесь проживают тюркоязычные желтые уйгуры и салары, а также монголоязычные дунсяне (монголы-мусульмане), баоань и монгоры.
По данным переписи населения КНР 2010 года, первые пять народностей по численности населения в провинции Ганьсу были следующие:
| Народность | Население  |
| ---------- | ---------- |
| ханьцы     | 23 164 817 |
| хуэй       | 1 258 641  |
| дунсяны    | 546 255    |
| тибетцы    | 488 359    |
| ту         | 30 781     |

## Административное деление
Провинция Ганьсу делится на 12 городских округов и 2 автономных округа.
| Карта | №                     | Русское название | Китайское название      | Пиньинь          | Тип региона |
| ----- | --------------------- | ---------------- | ----------------------- | ---------------- | ----------- |
|       |                       |                  |                         |                  |             |
| 1     | Цзюцюань              | 酒泉市           | Jiǔquán shì             | Городской округ  |             |
| 2     | Цзяюйгуань            | 嘉峪关市         | Jiāyùguān shì           | Городской округ  |             |
| 3     | Чжанъе                | 张掖市           | Zhāngyè shì             | Городской округ  |             |
| 4     | Цзиньчан              | 金昌市           | Jīnchāng shì            | Городской округ  |             |
| 5     | Увэй                  | 武威市           | Wǔwēi shì               | Городской округ  |             |
| 6     | Байинь                | 白银市           | Báiyín shì              | Городской округ  |             |
| 7     | Ланьчжоу              | 兰州市           | Lánzhōu shì             | Городской округ  |             |
| 8     | Линься-Хуэйский АО    | 临夏回族自治州   | Línxià Huízú zìzhìzhōu  | Автономный округ |             |
| 9     | Ганьнань-Тибетский АО | 甘南藏族自治州   | Gānnán Zāngzú zìzhìzhōu | Автономный округ |             |
| 10    | Динси                 | 定西市           | Dìngxī shì              | Городской округ  |             |
| 11    | Луннань               | 陇南市           | Lǒngnán shì             | Городской округ  |             |
| 12    | Тяньшуй               | 天水市           | Tiānshuǐ shì            | Городской округ  |             |
| 13    | Пинлян                | 平凉市           | Píngliàng shì           | Городской округ  |             |
| 14    | Цинъян                | 庆阳市           | Qìngyáng shì            | Городской округ  |             |

## Вооружённые силы

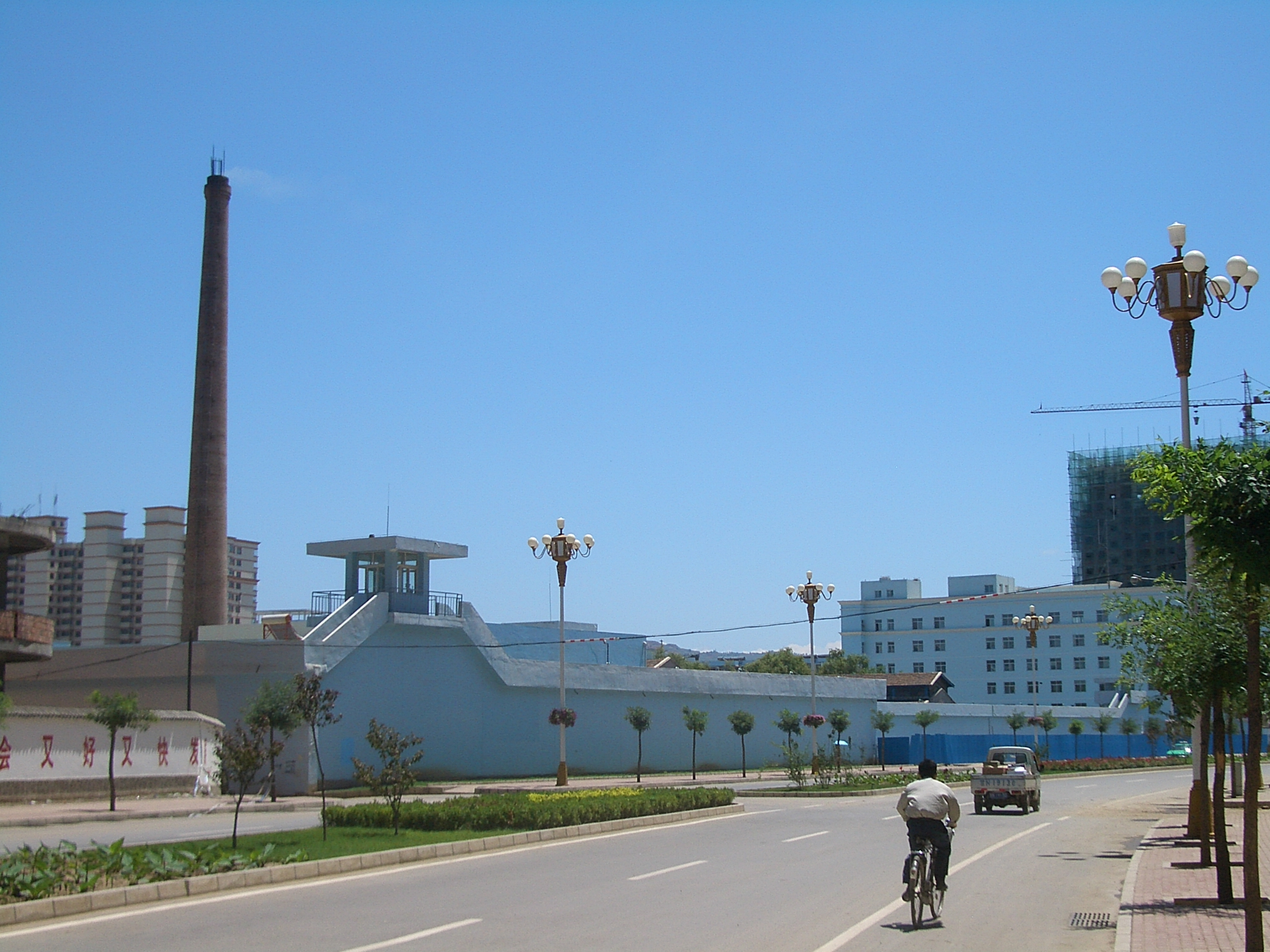
Военная часть в Линься

В Ланьчжоу расположены штабы сухопутных войск и ВВС Западного военного округа, а также 64-я база Ракетных войск и завод по обогащению урана; в Тяньшуе — штаб 643-й ракетной бригады; в Цзюцюане — завод № 404 (производство ядерного оружия).
В 2021 году в пустыне на территории провинции Ганьсу началось строительство 119 шахтных пусковых установок для базирования межконтинентальных баллистических ракет. 

### Космическая программа
На территории провинции, в пустыне Гоби, расположен космодром Цзюцюань (основан в 1969 году), с территории которого регулярно запускаются ракеты Шэньчжоу.

## Экономика

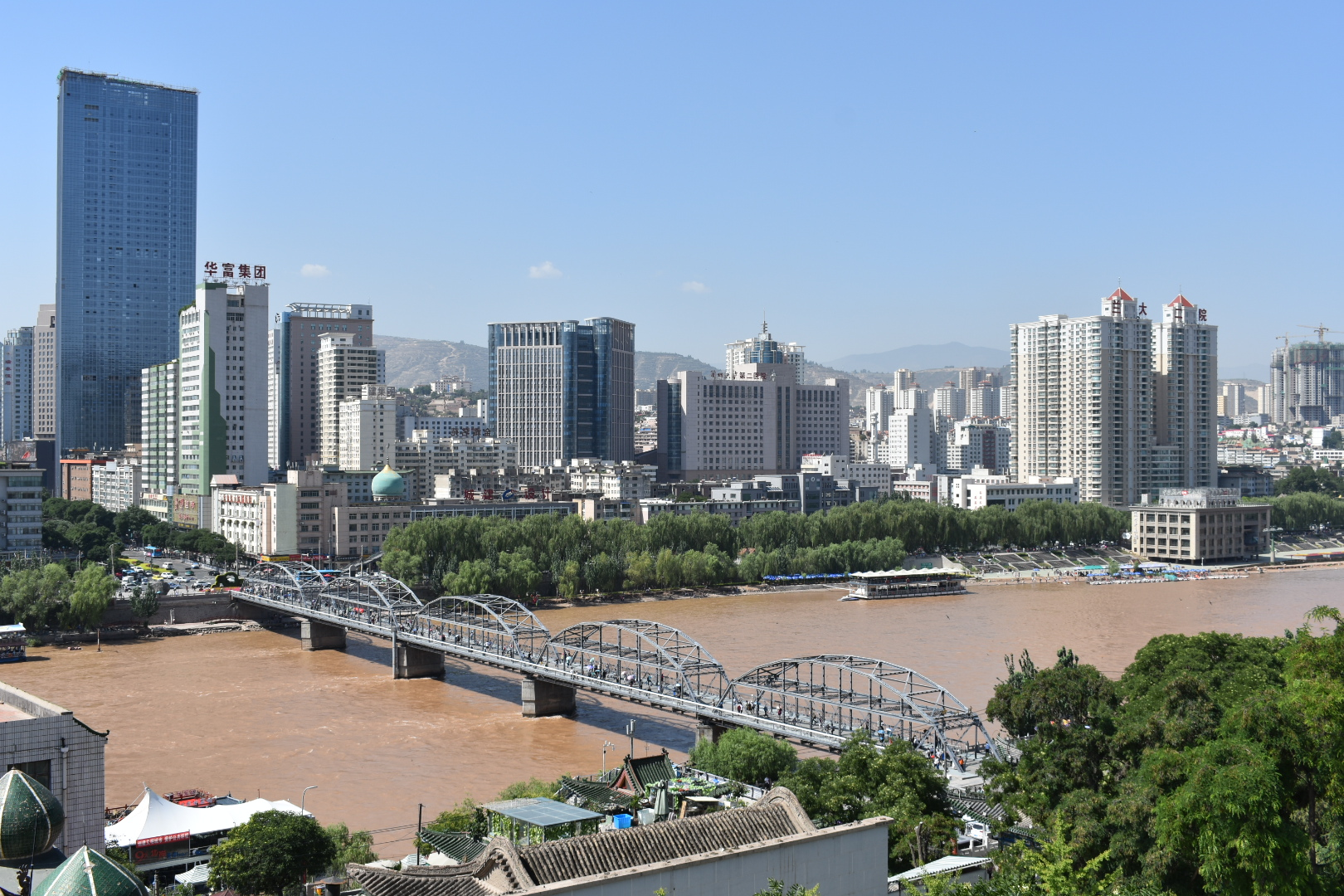
Деловой центр Ланьчжоу

В 2021 году ВРП провинции Ганьсу превысил 1 трлн юаней (около 147 млрд долл. США). За прошедшее десятилетие (2012—2021) среднегодовой рост валового регионального продукта Ганьсу составил 6,9 %; около 5,52 млн сельских жителей были избавлены от бедности; была построена ветроэнергетическая база, установленная мощность которой превысила 10 ГВт. 

### Сельское хозяйство
Под пашней находится около 11 % территории Ганьсу. Имеются посевы пшеницы (40 % посевной площади), а также проса, гаоляна, кукурузы и ячменя, из технических культур — сахарной свеклы, табака, хлопчатника. В горах издревле выращивают зелёный чай. Ведется сбор лекарственных растений. Преобладает кочевое животноводство (овцы, кроме того, крупный рогатый скот, яки, верблюды, лошади).
В Ганьсу площадь плантаций для выращивания лекарственного сырья составляет 310 тыс. га. В 2019 году объём производства в этом секторе составил 1,3 млн тонн, а стоимость продукции — 44 млрд юаней. Наибольшее значение имеет выращивание и переработка дудника китайского и кодонопсиса мелковолосистого. Важное значение имеет экспорт лекарственных трав и препаратов китайской медицины. По состоянию на 2021 год площадь посадки репчатого лука составляет около 17 тыс. га.
Ганьсу является одной из крупнейших в Китае баз по выращиванию семян овощей и цветов. По состоянию на 2022 год общая площадь сельскохозяйственных угодий, отведённых под семена, составляла около 4667 га.

### Промышленность
В провинции имеются предприятия нефтехимической (Ланьчжоу), пищевой, текстильной промышленности. Активно развивается цветная металлургия, особенно производство цинка.
В Ганьсу базируются промышленные компании Tianshui Huatian Technology (электроника), Gansu Qilianshan Cement Group (строительные материалы), Baiyin Nonferrous Group и Jinchuan Group (цветная металлургия), Jiuquan Iron & Steel Group (черная металлургия), Gansu Medicine Group, Tuoqiu Biotechnology и Yacheng Biotechnology (лекарства и вакцины), Fangda Carbon New Material (изделия из графита, углерода и алюминия), LS Group (нефтегазовое и энергетическое оборудование).

### Энергетика
На реке Хуанхэ построено 29 гидроэлектростанций, в регионе расположен один из крупнейших в мире комплексов ветроэнергетики.

### Внешняя торговля
Ганьсу экспортирует сельскохозяйственную продукцию (в том числе семена, яблоки и яблочный сок), пластмассовые изделия, электромеханическую продукцию, лекарственное сырьё для китайской традиционной медицины. Среди главных торговых партнёров — Казахстан, Монголия, Южная Корея, Япония, Вьетнам, Таиланд и Непал.
По итогам 2022 года общий объём внешней торговли Ганьсу достиг 58,42 млрд юаней (около 8,5 млрд долл. США), увеличившись на 18,8 % в годовом выражении, а со странами вдоль «Пояса и пути» — 27,83 млрд юаней (+ 23,8 % в годовом исчислении) или 47,6 % от общего показателя провинции. В 2022 году между Ганьсу и зарубежными странами и регионами было отправлено в общей сложности 440 товарных поездов с общим весом груза около 232 600 тонн, при этом стоимость грузов составила более 290,6 млн долл. США. Объем фактически использованных провинцией зарубежных инвестиций достиг 124,8 млн долл. США, что на 15 % больше по сравнению с 2021 годом.

### Благосостояние
В провинции Ганьсу, как и в большинстве провинций Китая, минимальная заработная плата устанавливается разного уровня, в зависимости от уровня развития провинции, её районов и стоимости жизни. В провинции Ганьсу существует четыре уровня минимальной заработной платы. По состоянию на 2019 год минимальный размер оплаты труда в провинции Ганьсу составлял по районам: А — 1620 юаней ($229,05) и 17 юаней ($2,40) в час, B — 1570 юаней ($221,98) и 16,5 юаней ($2.33) в час, C — 1520 юаней ($214,91) и 15,9 юаней ($2,25) в час, D — 1470 юаней ($207,84) и 15,4 юаней ($2,18) в час.

## Культура
Провинция является одним из наиболее мультикультурных регионов Китая. Здесь сильно влияние ислама (хуэй и другие исповедующие ислам народности Китая), тибетского буддизма, ханьской культуры.
На территории провинции расположены значимые буддийские центры: Пещеры Могао и монастырь Лабранг.

## Наука
Ведущими научно-исследовательскими учреждениями провинции Ганьсу являются университет Ланьчжоу, Институт химической физики Китайской академии наук (Ланьчжоу), Северо-западный педагогический университет (Ланьчжоу), Северо-Западный институт окружающей среды и ресурсов Китайской академии наук (Ланьчжоу).

## Галерея

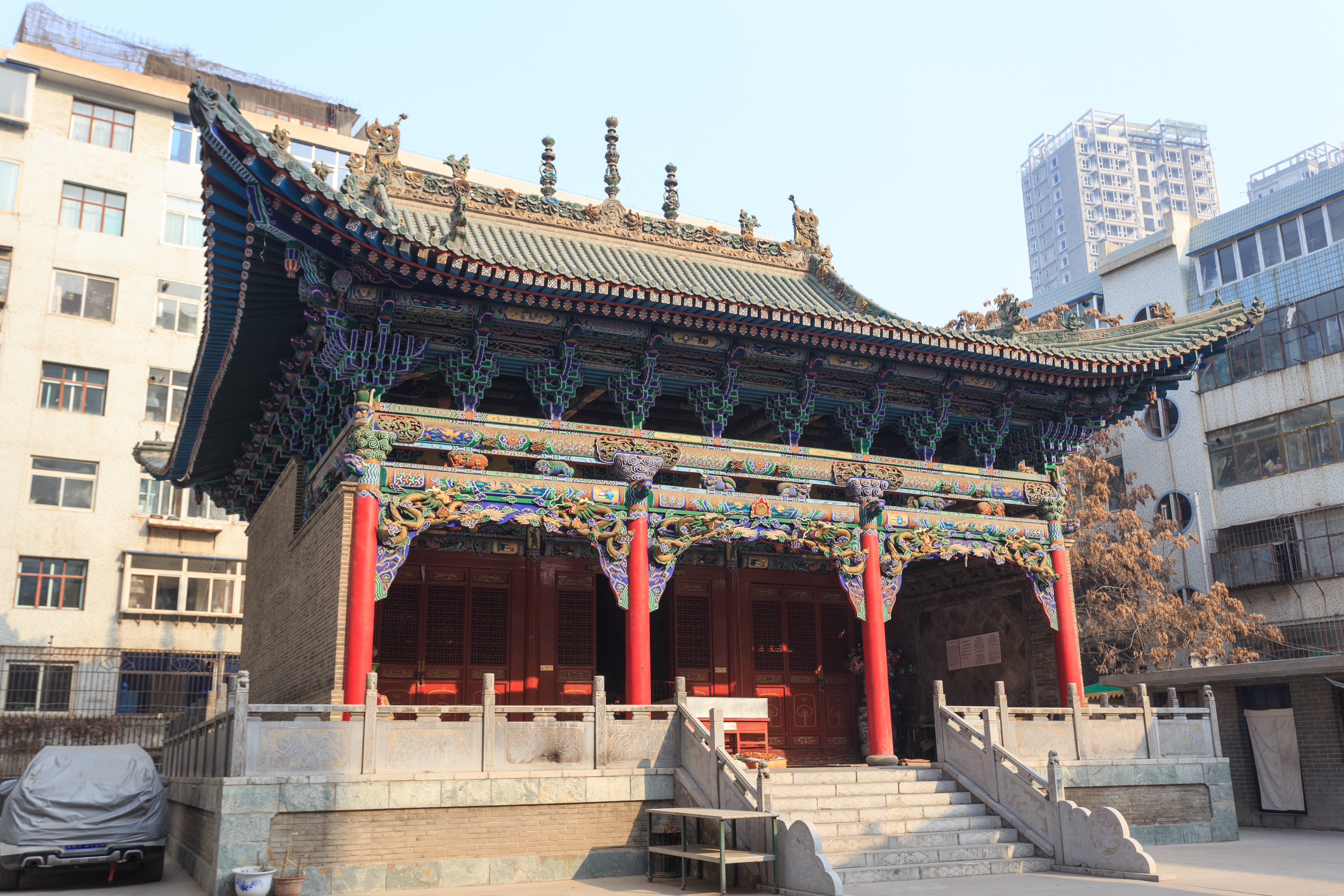
Главный зал храма Чан в Ланьчжоу
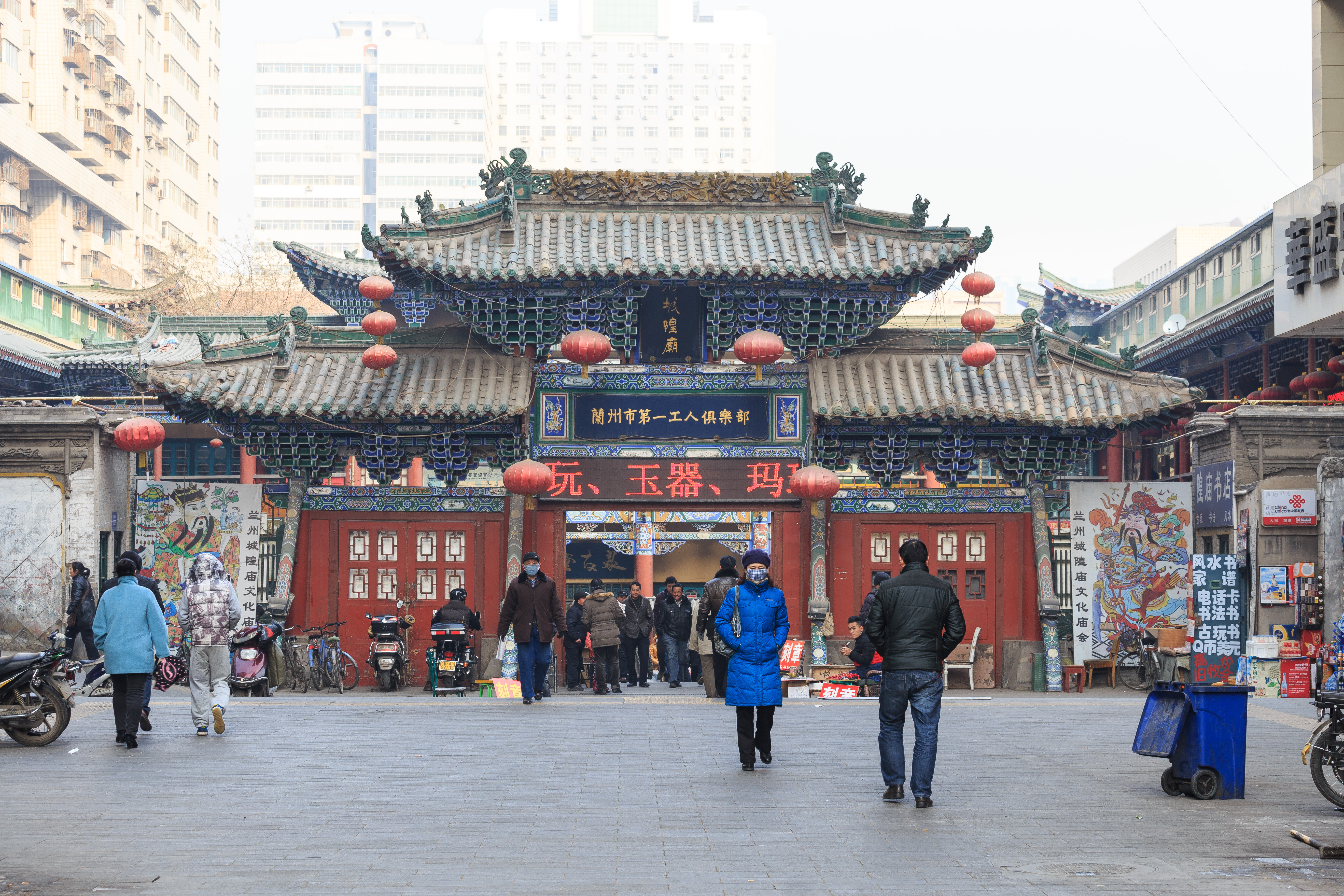
Храм Чэнхуаншэнь в Ланьчжоу
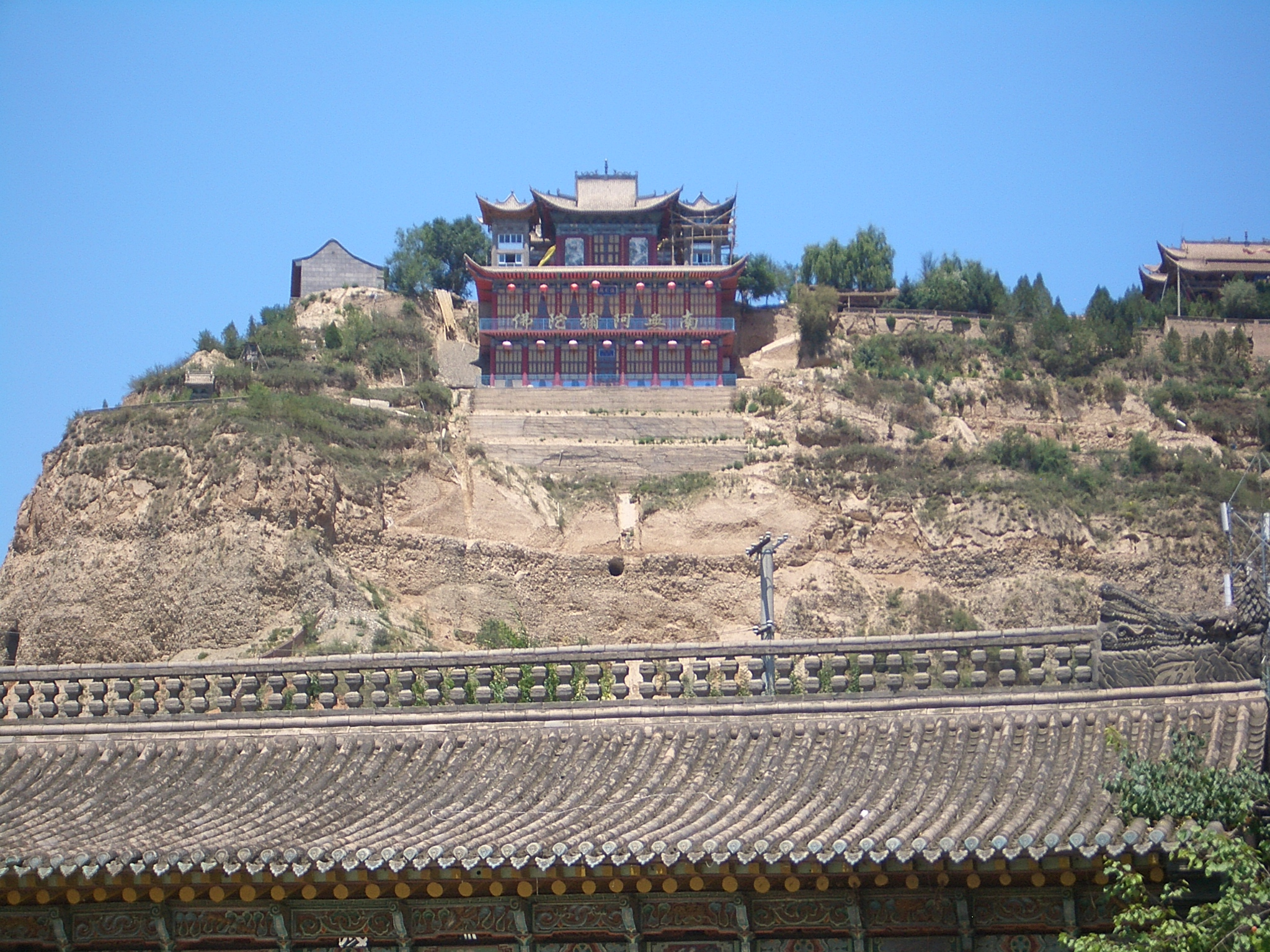
Nanhua Amituo Fo Храм китайского буддизма
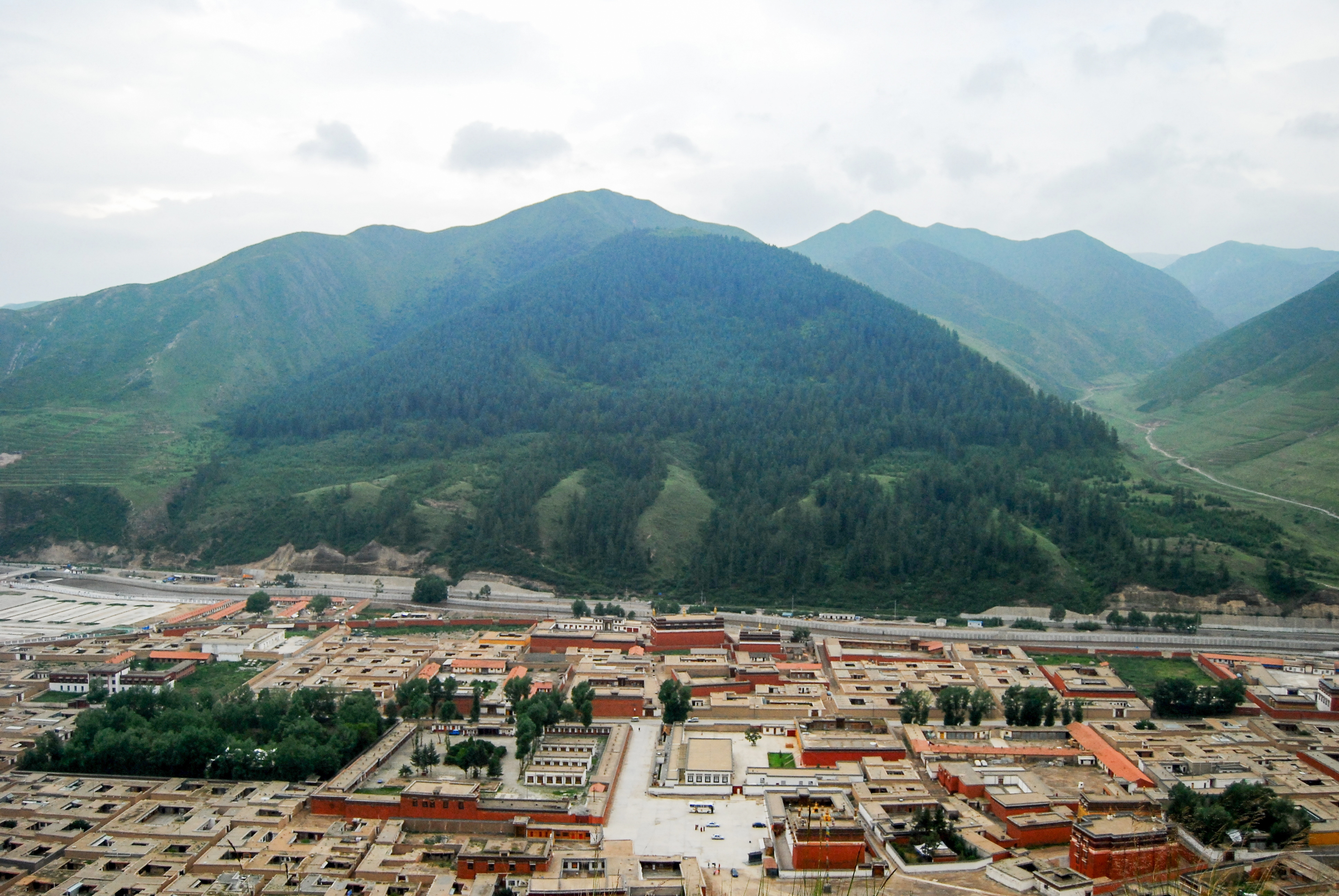
Монастырь тибетского буддизма в Gannan
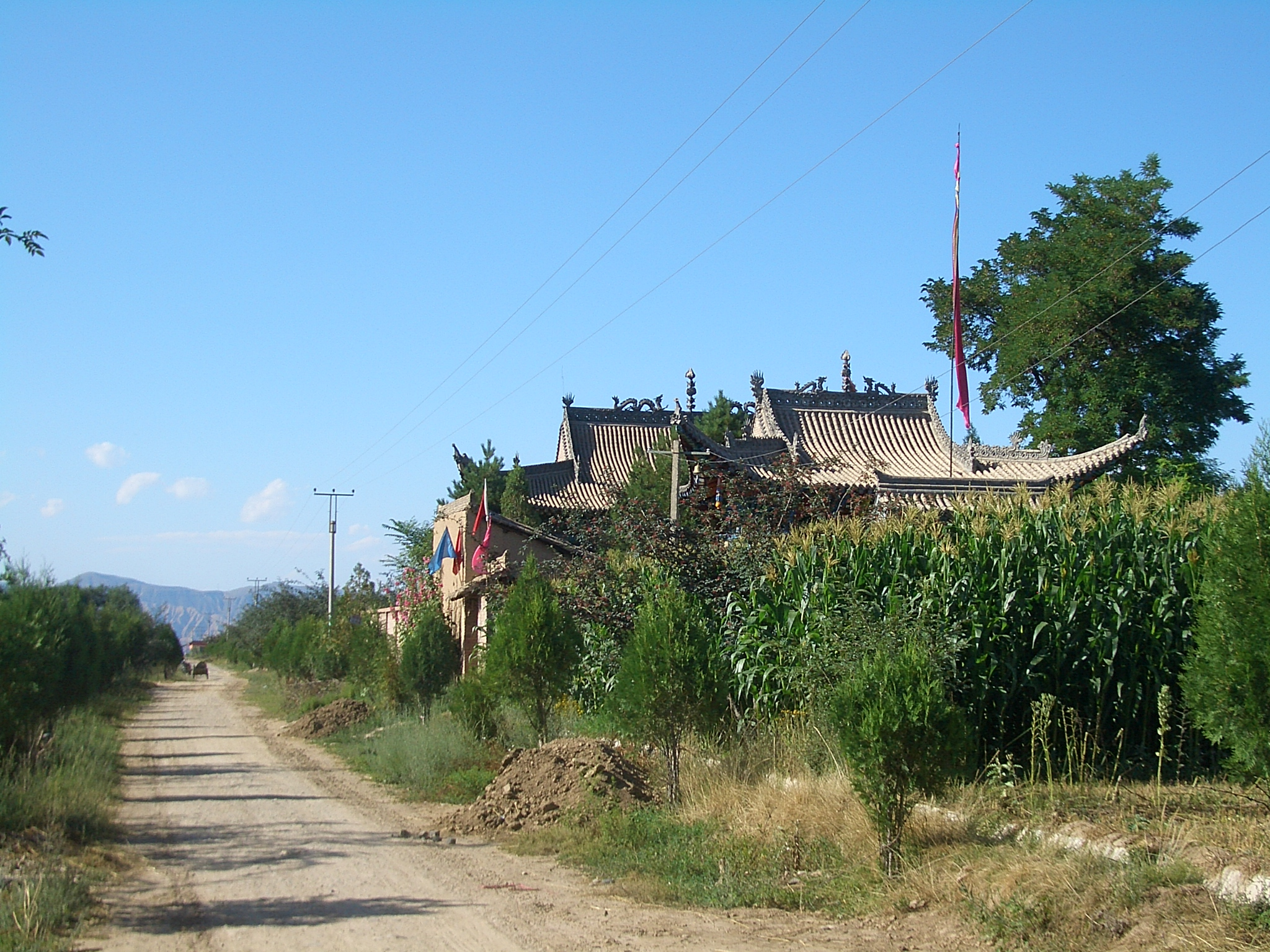
Деревенский храм в Линься
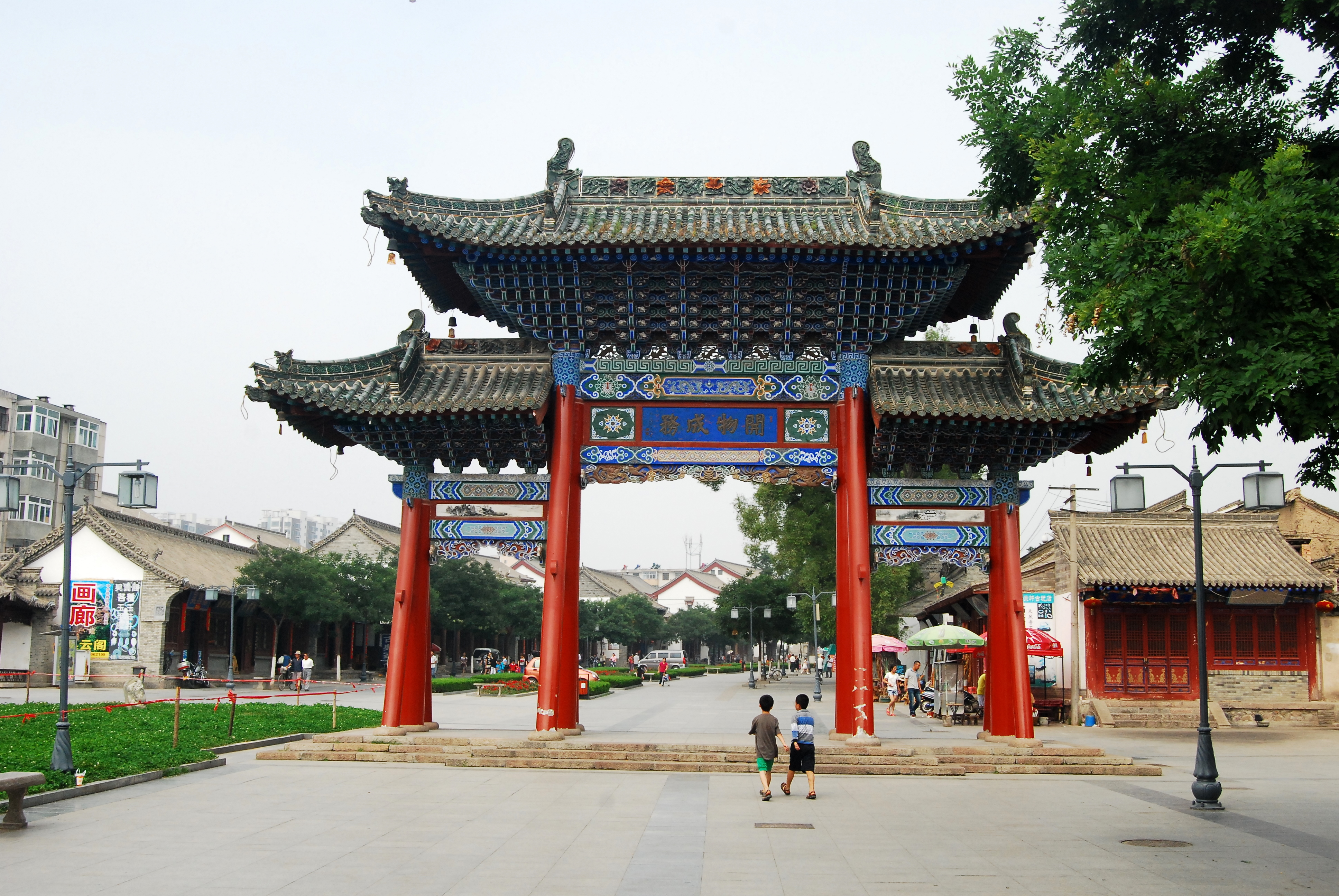
Арка храма Fuxi в Тяньшуй
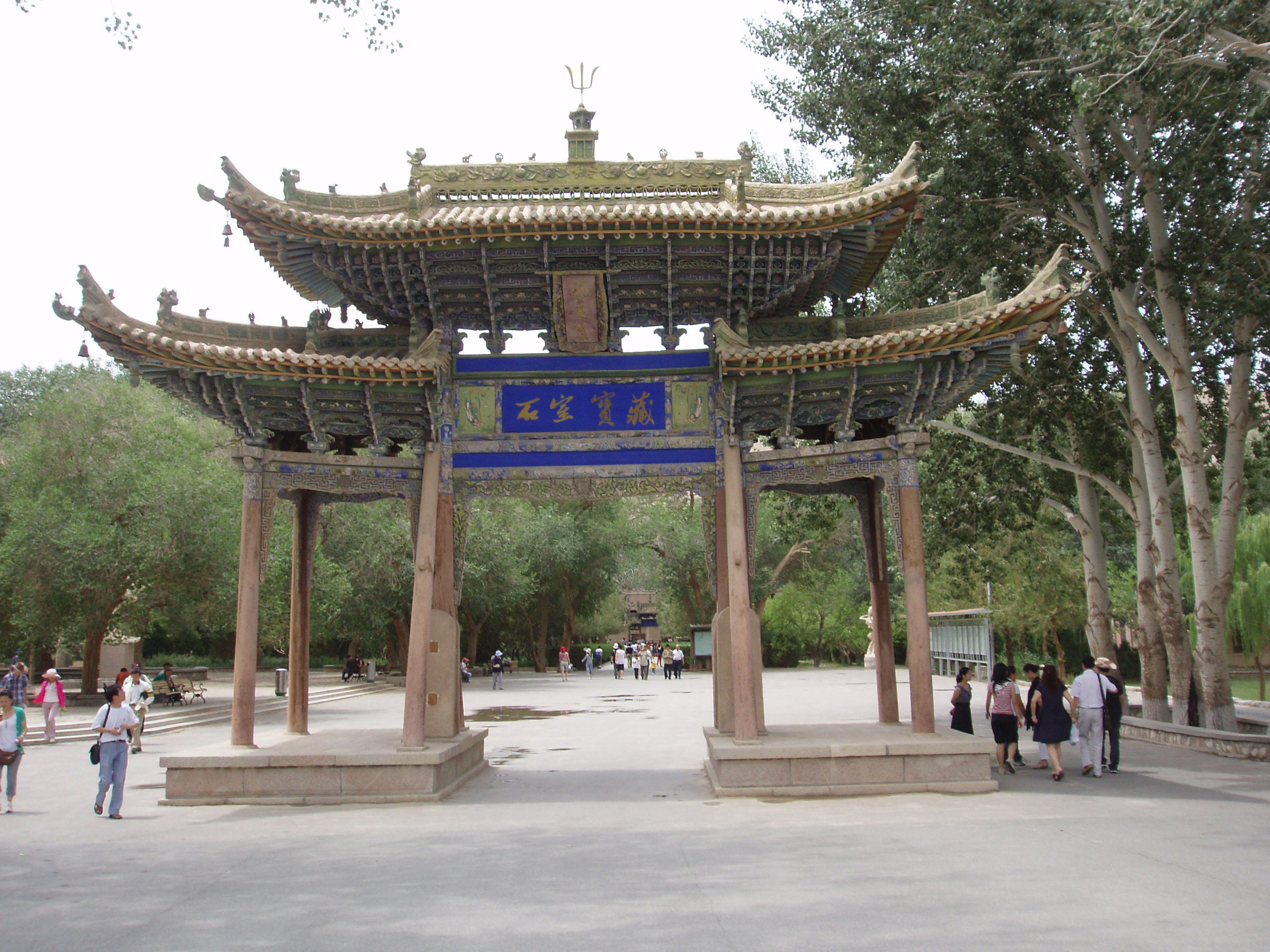
Гроты Могао
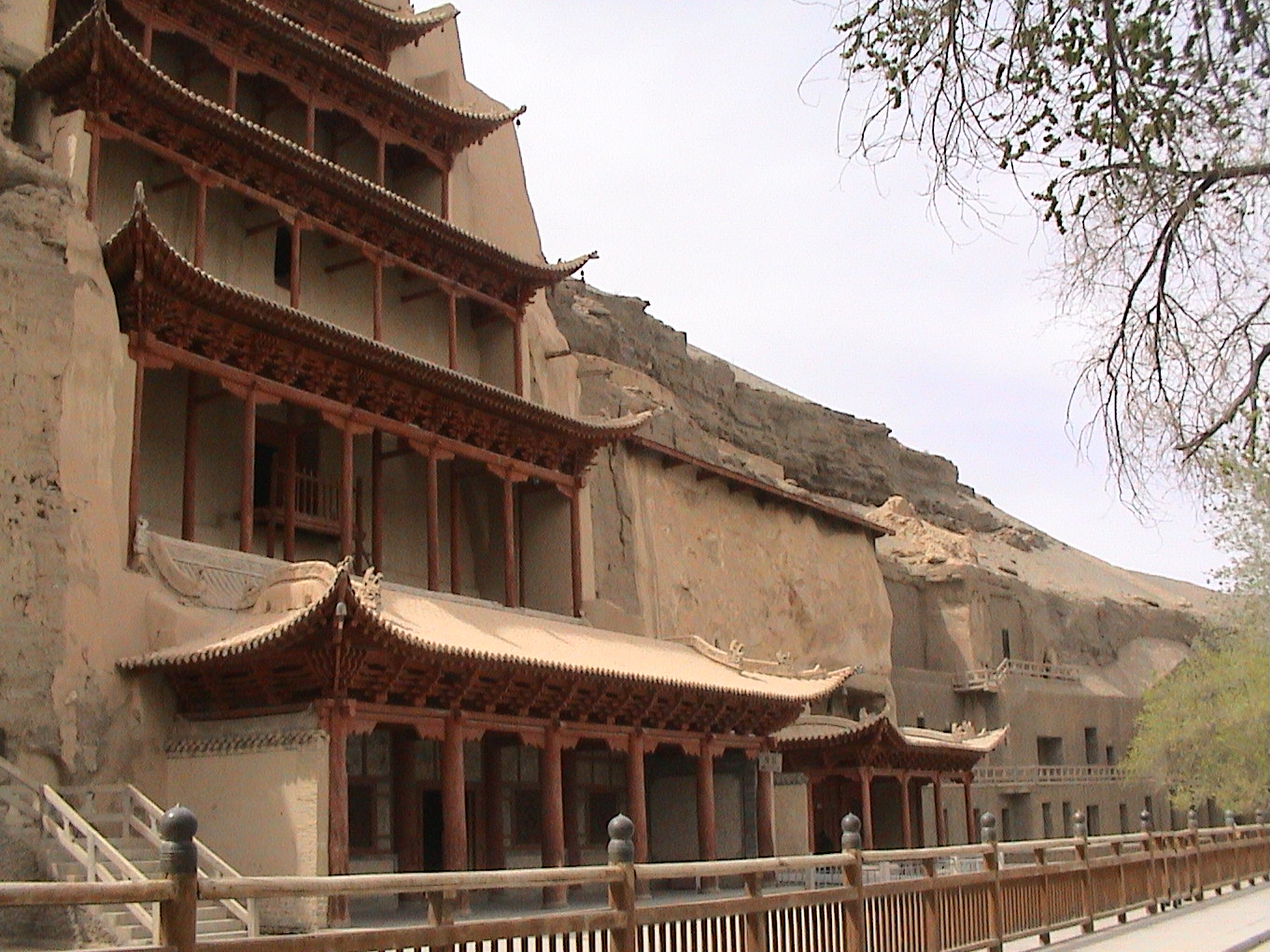
Могао
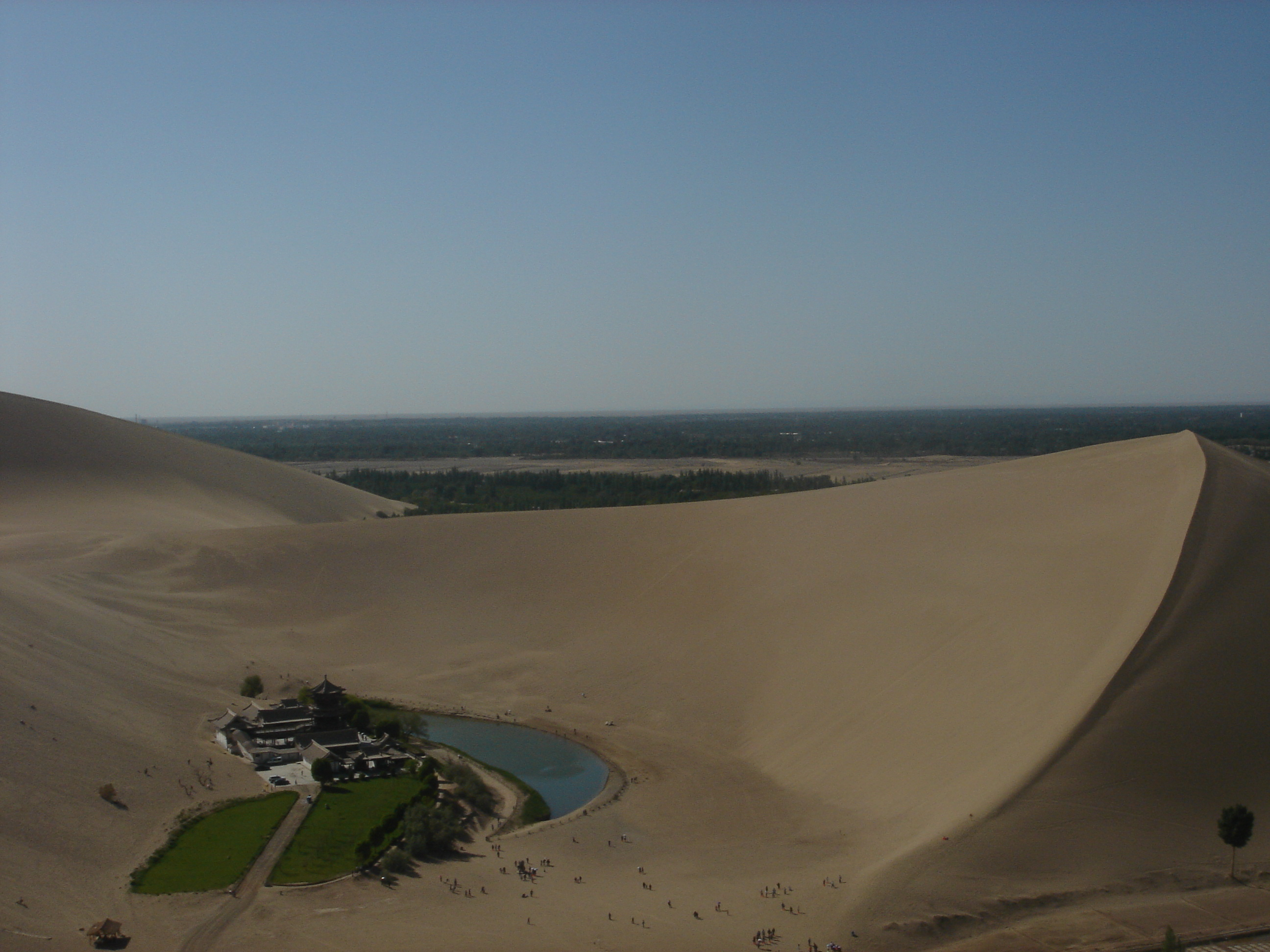
Озеро Юэяцюань
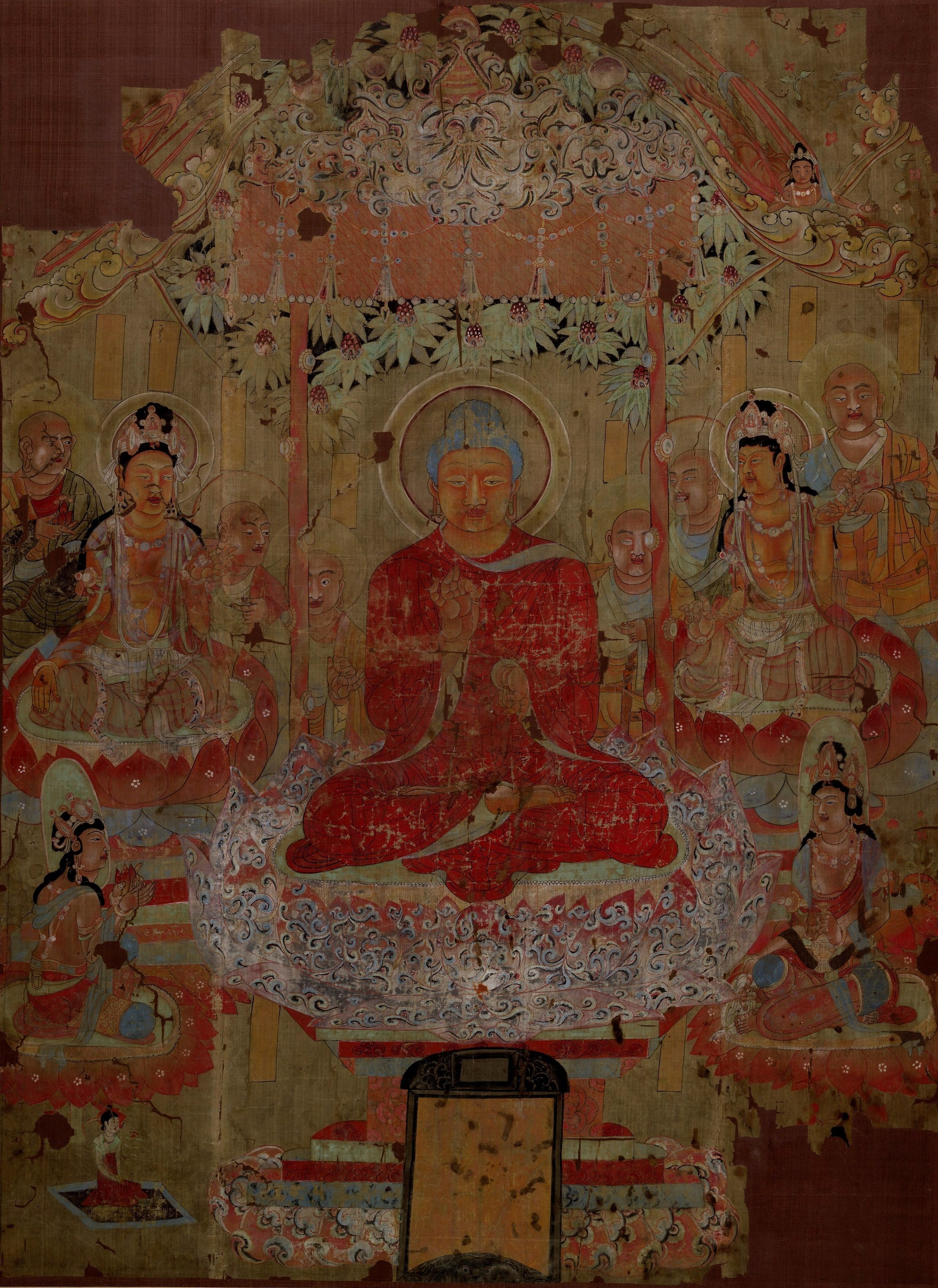
Шёлковые картины (Дуньхуан)